# Велика Полана
'Велика Полана (словен. Velika Polana) — поселення в общині Велика Полана, Помурський регіон, Словенія. Висота над рівнем моря: 166,6 м.

## Відомі особистості
В поселенні народився:
- Мишко Кранєц (1908—1983) — словенський письменник.